# 宋隠
宋 隠（そう いん、生没年不詳）は、後燕から北魏にかけての政治家。字は処黙。本貫は西河郡介休県。曾祖父は慕容廆の長史の宋奭。祖父は前燕の中書監の宋晃。父は前燕の尚書・徐州刺史の宋恭。叔父は後燕の衛将軍司馬の宋畿・後燕の尚書の宋洽。

## 経歴
宋恭の子として生まれた。後燕の慕容垂に仕え、尚書郎・太子中舎人・州別駕を歴任した。北魏の道武帝が中山を平定すると、宋隠は尚書吏部郎に任ぜられた。道武帝が北に帰ると、宋隠は本官のまま衛王拓跋儀が中山に駐屯するのを補佐した。まもなく行台右丞に転じた。たびたび老いと病いを理由に引退を願い出たが、道武帝は許さなかった。母が死去すると、服喪を理由に故郷に帰った。母を葬ると、召喚されたが、病を理由に固辞した。州郡がしつこく出仕を求めてきたため、宋隠は妻子を捨てて逃亡した。数年後に死去した。

## 子女
五子があった。
- 宋経
- 宋温（三男、中書博士）
- 宋演（明威将軍・済北郡太守）

## 伝記資料
- 『魏書』巻33 列伝第21
- 『北史』巻26 列伝第14